# Rog Bollen
Pour les articles homonymes, voir Bollen.
Roger Bollen, dit Rog Bollen (né le 27 juin 1941 et mort le 3 octobre 2015 à Chagrin Falls) est un auteur de bande dessinée, illustrateur et producteur de séries télévisées américain. 
Il est surtout connu pour avoir animé de 1967 à 1994 le comic strip, Animal Crackers, à l'adaptation en dessin animé duquel il a participé , Bêtes à craquer, diffusée de 1997 à 1999.

## Prix
- 1986 :  Prix Max et Moritz du meilleur comic strip international pour Animal Crackers